# Dolní Moravice
Dolní Moravice (németül: Nieder Mohrau) község Csehországban, a Bruntáli járásban. Dolní Moravice Stará Ves, Václavov u Bruntálu, Rýmařov, Malá Morávka és Malá Štáhle településekkel határos. Lakosainak száma 374 fő (2024. január 1.).

## Népesség
A település lakosságának változását az alábbi diagram mutatja:
| Lakosok száma | 1820 | 1790 | 1534 | 820  | 373  | 357  | 386  | 388  | 386  | 374  |
|               | 1869 | 1890 | 1921 | 1950 | 1980 | 2001 | 2017 | 2019 | 2022 | 2024 |